# Arptables
arptables 是运行在用户空间的应用软件，通过控制Linux内核netfilter模块，来管理地址解析协议(arp)数据包的过滤和转发。
arptables基于iptables开发，使用时也与iptables有些类似，都有“表（tables）”、“链（chain）”和“规则（rules）”三个层面。
但是arptables功能较单一，仅有filter一个表。并且，也只有INPUT（从内核2.4版）、OUTPUT（从内核2.4版）和FORWARD（从内核2.6版）三个内建链。arptables的主要用途之一是防范ARP欺骗。